# Крозія
Крозія (італ. Crosia, сиц. Crosia) — муніципалітет в Італії, у регіоні Калабрія,  провінція Козенца.
Крозія розташована на відстані близько 450 км на південний схід від Рима, 80 км на північ від Катандзаро, 55 км на північний схід від Козенци.
Населення — 9746 осіб (2014).
Щорічний фестиваль відбувається 29 вересня. Покровитель — S.Michele Arcangelo.

## Демографія
Населення за роками:

Станом на 1 січня 2023 року в муніципалітеті офіційно проживало 1040 іноземців з 35 країн, серед них 777 громадян країн Євросоюзу та 20 громадян України.

## Сусідні муніципалітети
- Калопедзаті
- Россано-Калабро